# Михайловка (Тульчинский район)
Михайло́вка (укр. Михайлівка) — село на Украине, находится в Тульчинском районе Винницкой области.
Код КОАТУУ — 0524384801. Население по переписи 2001 года составляет 764 человека. Почтовый индекс — 23633. Телефонный код — 4335.
Занимает площадь 3,79 км².

## Адрес местного совета
23633, Винницкая область, Тульчинский р-н, с. Михайловка, ул. Щорса, 29